# Kneippbyn
Kneippbyn är en kur- och badort på Gotland som nu utvecklats till en turistanläggning. Byn ligger på Gotlands västra kust omkring tre kilometer söder om Visby.

## Historik
Kneippbyns namn härrör från Sebastian Kneipp. År 1907 inköpte Karl Kallenberg mark för att grunda en kurort i enlighet med Kneipps riktlinjer, vilken fick namnet Kneippbyn. På 1950- och 1960-talen fanns ingen camping på Kneippbyn, utan de bostäder som hyrdes ut var de klassiska villorna: Läkarvillan, Trolltippen med flera. Från mitten av 1960-talets utvecklades dagens turistanläggning. Huset som numera är affär var tidigare en kaffestuga, vilken flyttades från klinten till sin nuvarande plats i slutet på 1960-talet.

## Verksamhet
Kneippbyn är en av de mest kända turistanläggningarna på Gotland. Där finns hotell, stugor, lägenheter, villavagnar och femstjärnig campingplats. På området finns både sommar- och vattenland. Några av aktiviteterna är karuseller, gokart, hoppborgar, rutschbanor, elbilar, äventyrsgolf, med mera. Ett relativt stort vattenland med åtta pooler och sexton vattenrutschbanor ligger inom samma område. På området finns sedan december 1969 också den villa, Villa Villekulla som användes vid filmatiseringen av Astrid Lindgrens böcker om Pippi Långstrump.
Kneippbyn Resort lockar årligen omkring 85 000 besökare till sina sommar- och vattenland.

## Villa Villekulla och Pippiteatern
Villa Villekulla, det autentiska filmhuset från SVT:s Pippi Långstrump‑produktion, flyttades i december 1969 från militärområdet P 18 i Visby till Kneippbyn, där det restaurerats omsorgsfullt för att återge filmens interiörer. Efter en totalrenovering 2001–2002 återfinns bland annat originalsoffan och Kling- och Klang‑bilen vid huset.
Sedan början av 1970‑talet har Villa Villekulla varit platsen för sommarens **Pippiteater**, med flera föreställningar om dagen. Under sommaren 2022 togs samtliga produktioner över av **Länsteatern på Gotland**, som framgångsrikt har fortsatt traditionen med engagerade och tidsenliga scenframställningar.

## Bilder

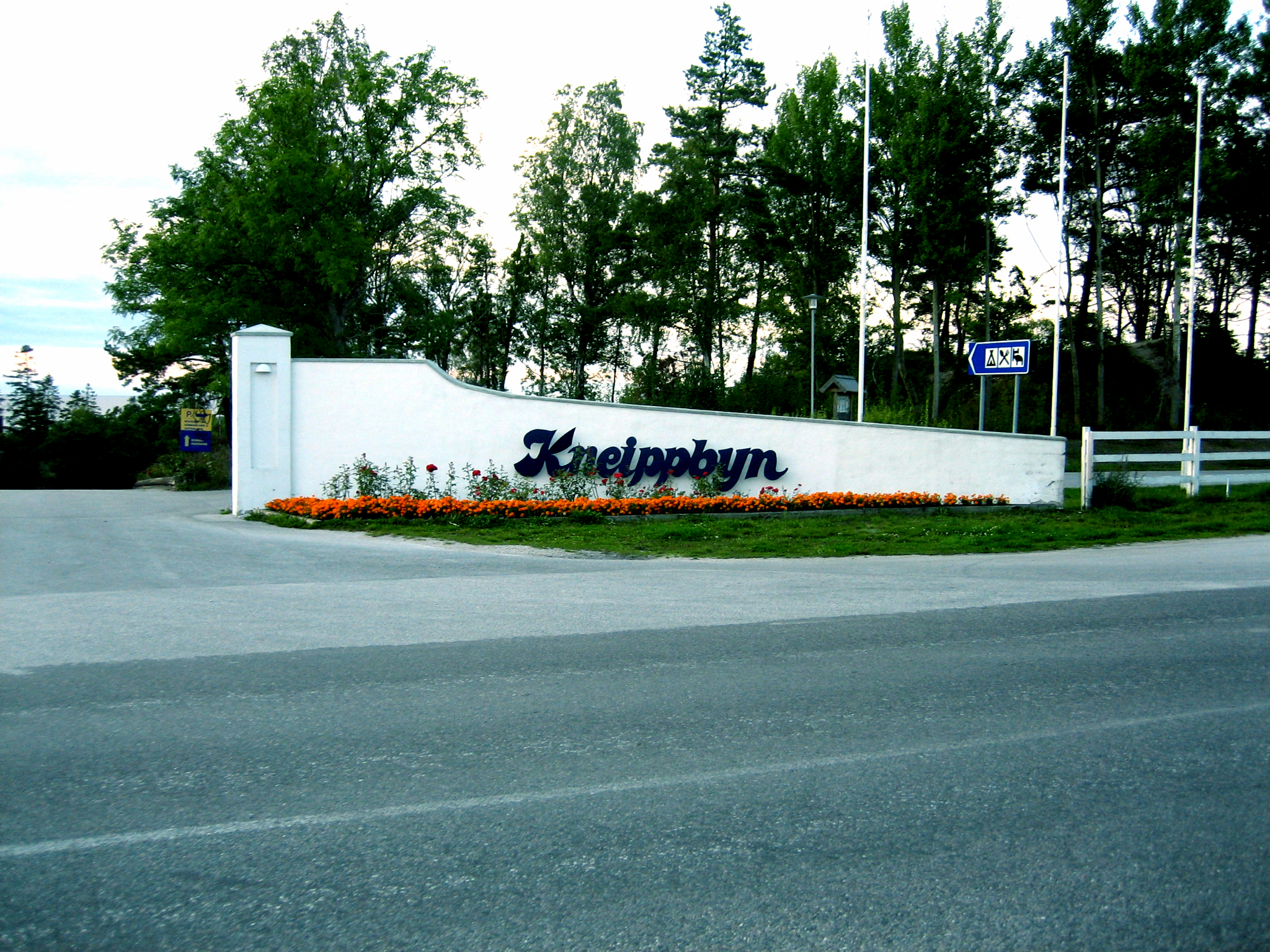
Infarten vid Kneippbyn.
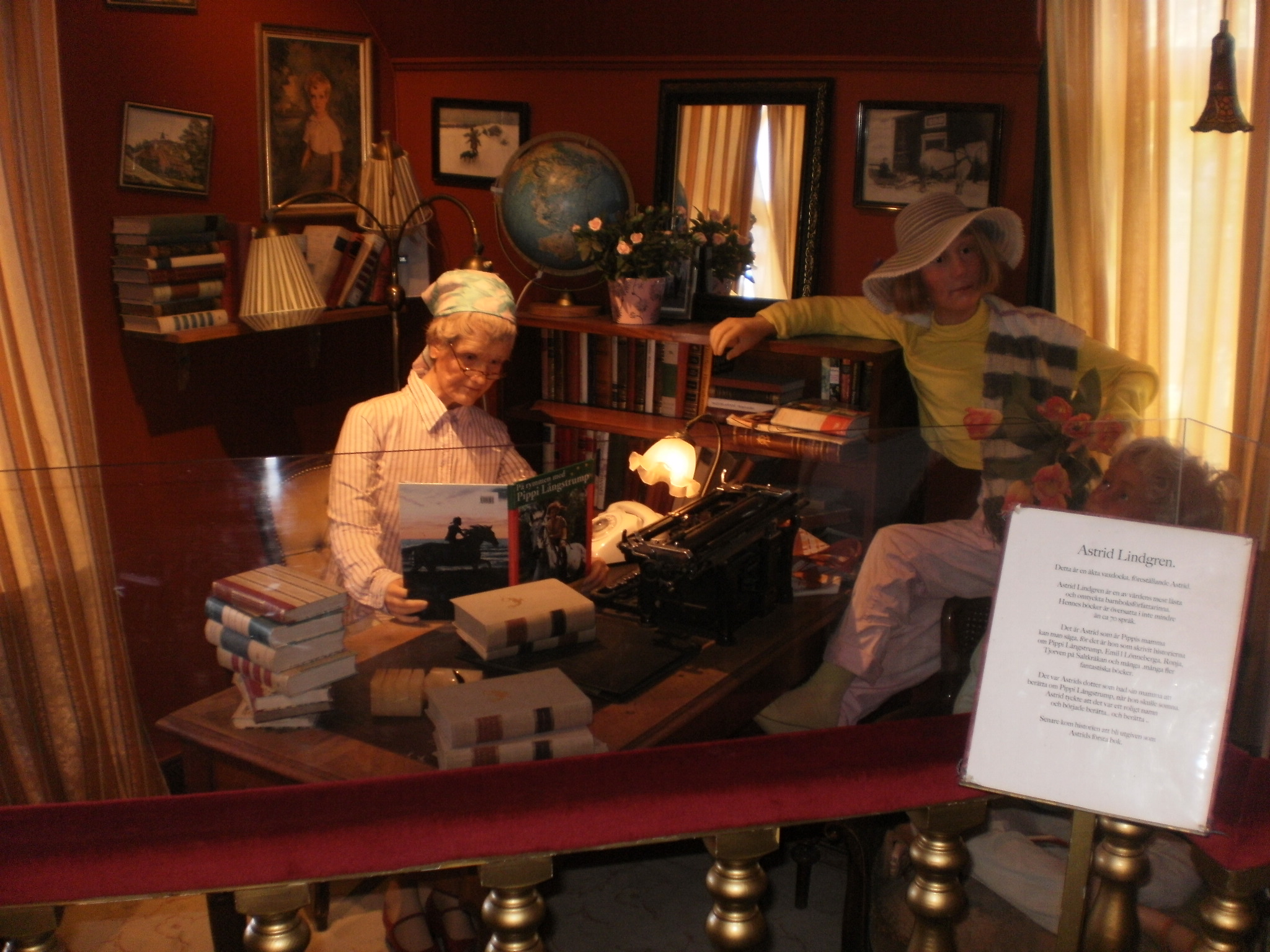
En modell av Astrid Lindgren vid Kneippbyn.
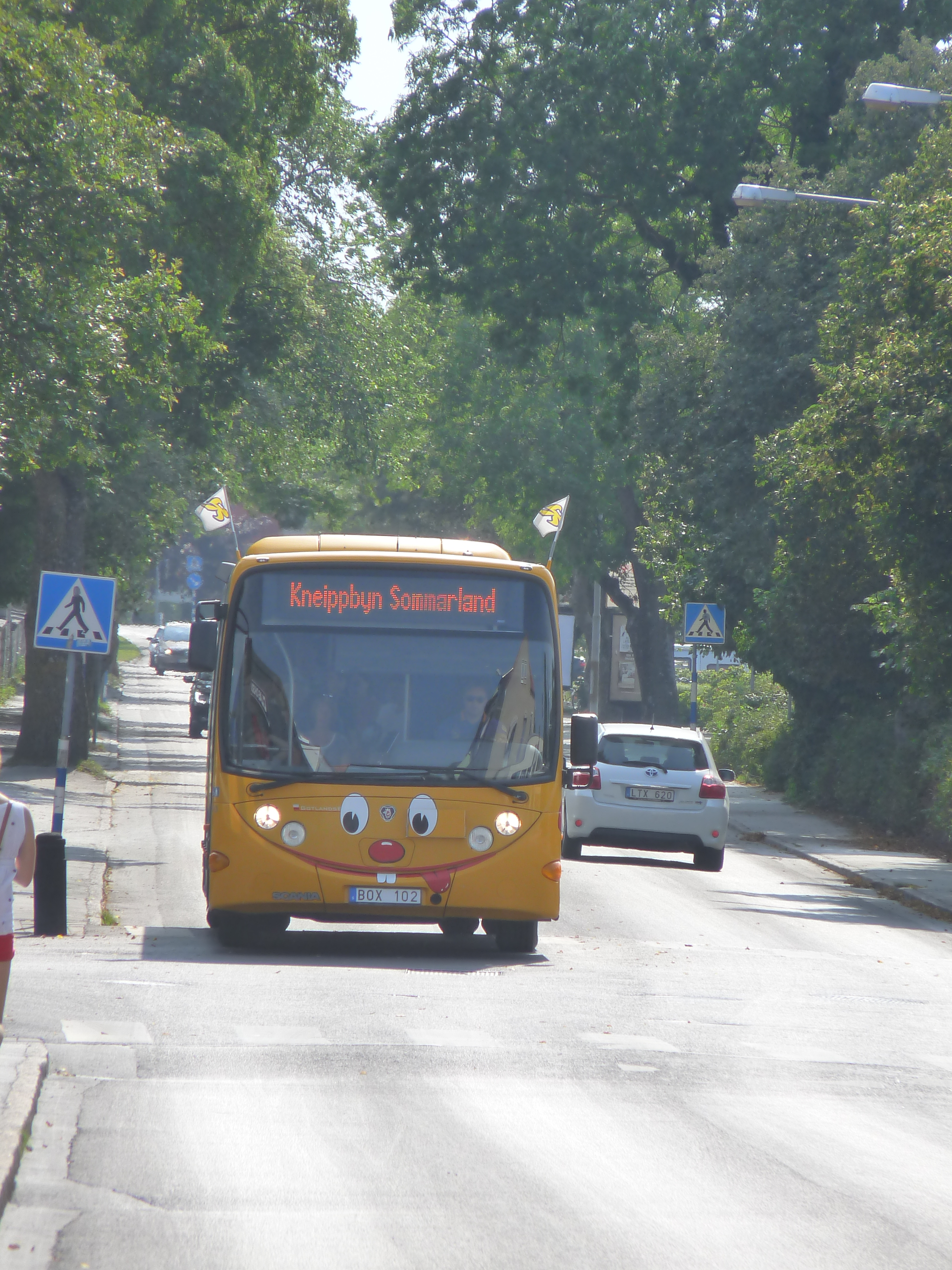
Kneippbynbussen som går mellan Visby och Kneippbyn.